# Red Line
A Red Line(eredeti cím: The Red Line) 2019-es amerikai drámasorozat, amelyet Caitlin Parrish és Erica Weiss alkotott. A főbb szerepekben Noah Wyle, Noel Fisher, Michael Patrick Thornton, Aliyah Royale és Vinny Chhibber látható.
Amerikában 2019. április 28-án a CBS, Magyarországon 2021. szeptember 18-án az RTL Klub mutatta be. A második résztől a Cool TV mutatta be.

## Ismertető
Egy kaukázusi származású chicagói rendőr lelő egy afroamerikai orvost. Két személy családja összefonódik az üggyel. Az első család az áldozat férjéből és örökbefogadott lányukból áll. A második család az örökbefogadott lány szülőanyja, aki a városi tanácsban indul és van egy kisfia. A harmadik család a rendőré, akinek a testvére egy volt rokkant rendőr, az apja pedig nyugalmazott rendőrkapitány.

## Szereplők

### Főszereplők
| Szereplő             | Színész                  | Magyar hang     | Leírás |
| -------------------- | ------------------------ | --------------- | --- |
| Daniel Calder        | Noah Wyle                | Alföldi Róbert  | Középiskolai tanár, akinek férjét, Harrison Brennant tévedésből lelőtte a Chicagói Rendőrség egyik tisztje.           |
| Paul Evans           | Noel Fisher              | Czető Roland    | Rendőr. |
| Jim Evans            | Michael Patrick Thornton | Harcsik Róbert  | Paul rokkant bátyja és volt rendőr.                                                                                   |
| Jira Calder-Brennan  | Aliyah Royale            | Lamboni Anna    | Daniel és Harrison örökbefogadott tinédzser lánya.                                                                    |
| Liam                 | Vinny Chhibber           | Szatory Dávid   | Jira irodalomtanára, Daniel kollégája és szerelme.                                                                    |
| Tia Young            | Emayatzy Corinealdi      | Zakariás Éva    | Jira szülőanyja, aki a rendőrség felelőssége ellen kampányol a városban évente elkövetett közel 600 gyilkosság miatt. |
| Ethan Young          | Howard Charles           | Király Dániel   | Tia férje, aki mozdonyvezető a Chicagói Közlekedési Hatóság piros vonalán.                                            |
| Victoria “Vic” Renna | Elizabeth Laidlaw        | Németh Kriszta  | Paul rendőrtársa. |
| Suzanne Davis        | Enuka Okuma              | Nádasi Veronika | Tia húga és kampánymenedzsere.                                                                                        |
| Nathan Gordon        | Glynn Turman             | Barbinek Péter  | Hivatalban lévő tanácsnok és Tia ellenfele.                                                                           |

## Epizódok
| Sor. | Év. | Cím                                                            | Rendező           | Író                            | Premier                                |
| ---- | --- | -------------------------------------------------------------- | ----------------- | ------------------------------ | -------------------------------------- |
| 1.   | 1.  | Végzetes lövés (We Must All Care)                              | Victoria Mahoney  | Caitlin Parrish és Erica Weiss | 2019. április 28. 2021. szeptember 18. |
| 2.   | 2.  | A harag (We Are Each Other's Harvest)                          | Kevin Hooks       | Shernold Edwards               | 2019. április 28. 2021. szeptember 18. |
| 3.   | 3.  | Az ajánlat (For We Meet by One or the Other)                   | Aurora Guerrero   | Sue Chung                      | 2019. május 5. 2021. szeptember 25.    |
| 4.   | 4.  | A nap hőse (We Need Glory for a While)                         | Matthew A. Cherry | Aaron Carter                   | 2019. május 5. 2021. szeptember 25.    |
| 5.   | 5.  | Senki sem szent (One Day We May Be More Than a Body)           | Sheelin Choksey   | Fawzia Mirza                   | 2019. május 12. 2021. október 2.       |
| 6.   | 6.  | A tüntetés (We Turn Up This Music Louder Than a Mother's Cry)  | Brendan Kelly     | Joe Menosky és Adam Simon      | 2019. május 12. 2021. október 2.       |
| 7.   | 7.  | Az örökség (I Must Tell You What We Have Inherited)            | DeMane Davis      | Sunil Nayar                    | 2019. május 19. 2021. október 9.       |
| 8.   | 8.  | Felemás igazság (This Victory Alone Is Not the Change We Seek) | Thomas Carter     | Caitlin Parrish és Erica Weiss | 2019. május 19. 2021. október 9.       |

## A sorozat készítése
2018. február 5-én jelentették be, hogy a CBS több csatorna érdeklődését követően a produkciónak egy próbaepizódot adott. Az epizódot Caitlin Parrish és Erica Weiss írta, aki várhatóan Ava DuVernay és Greg Berlanti mellett lesz vezető producer. A részt vevő produkciós cégek a Berlanti Productions, az Array Filmworks, a CBS Television Studios és a Warner Bros. Television voltak. 2018. március 1-jén bejelentették, hogy Victoria Mahoney fogja rendezni a részt. 2018. május 11-én bejelentették, hogy a CBS sorozatmegrendelést adott a produkciónak.
2019. június 7-én a CBS bejelentette, hogy törölték a sorozatot.